# FDP-Bundesparteitag 2008
Koordinaten: 48° 8′ 12,4″ N, 11° 41′ 34,4″ O

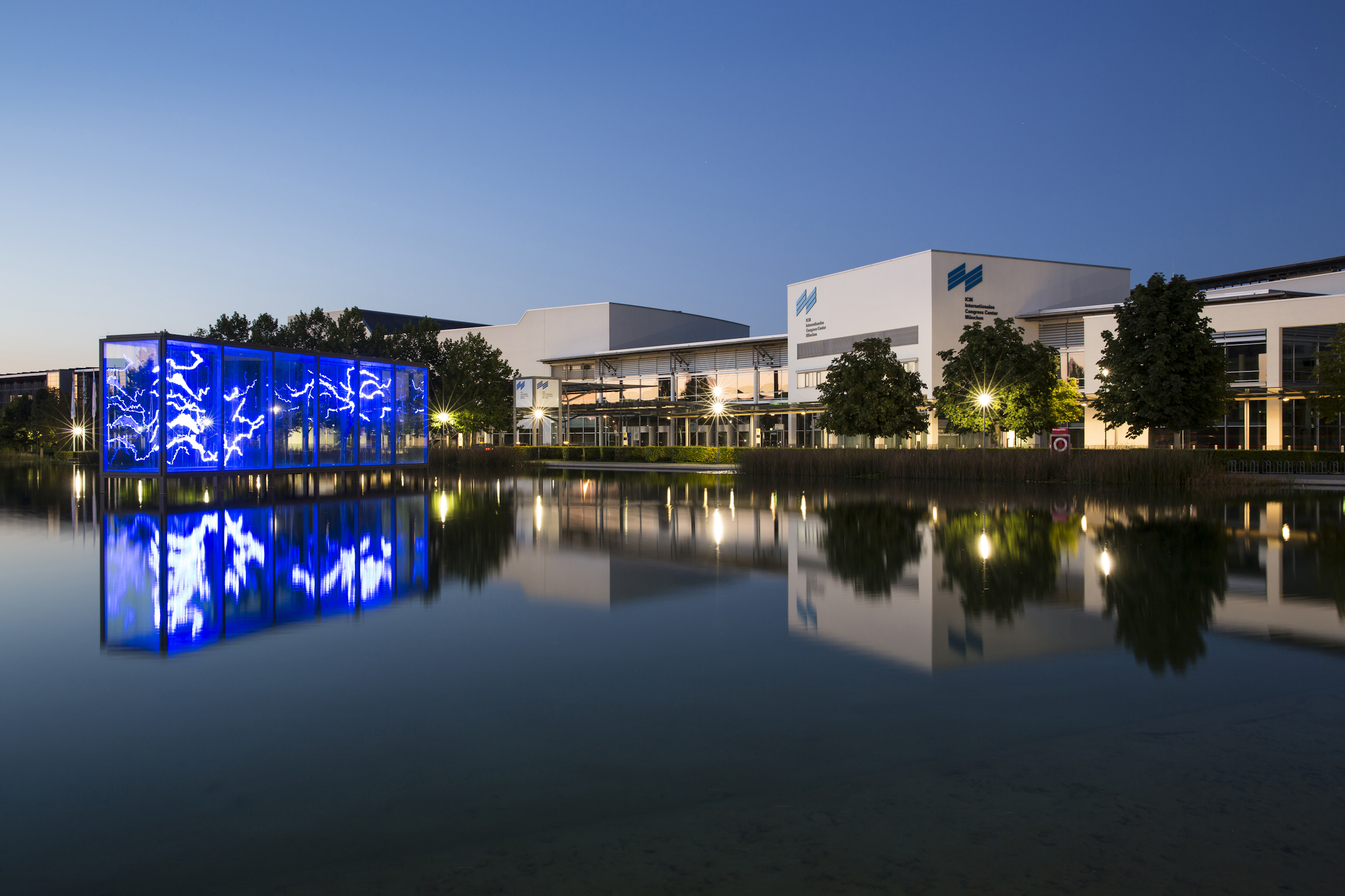
Internationales Congress Center Messe München

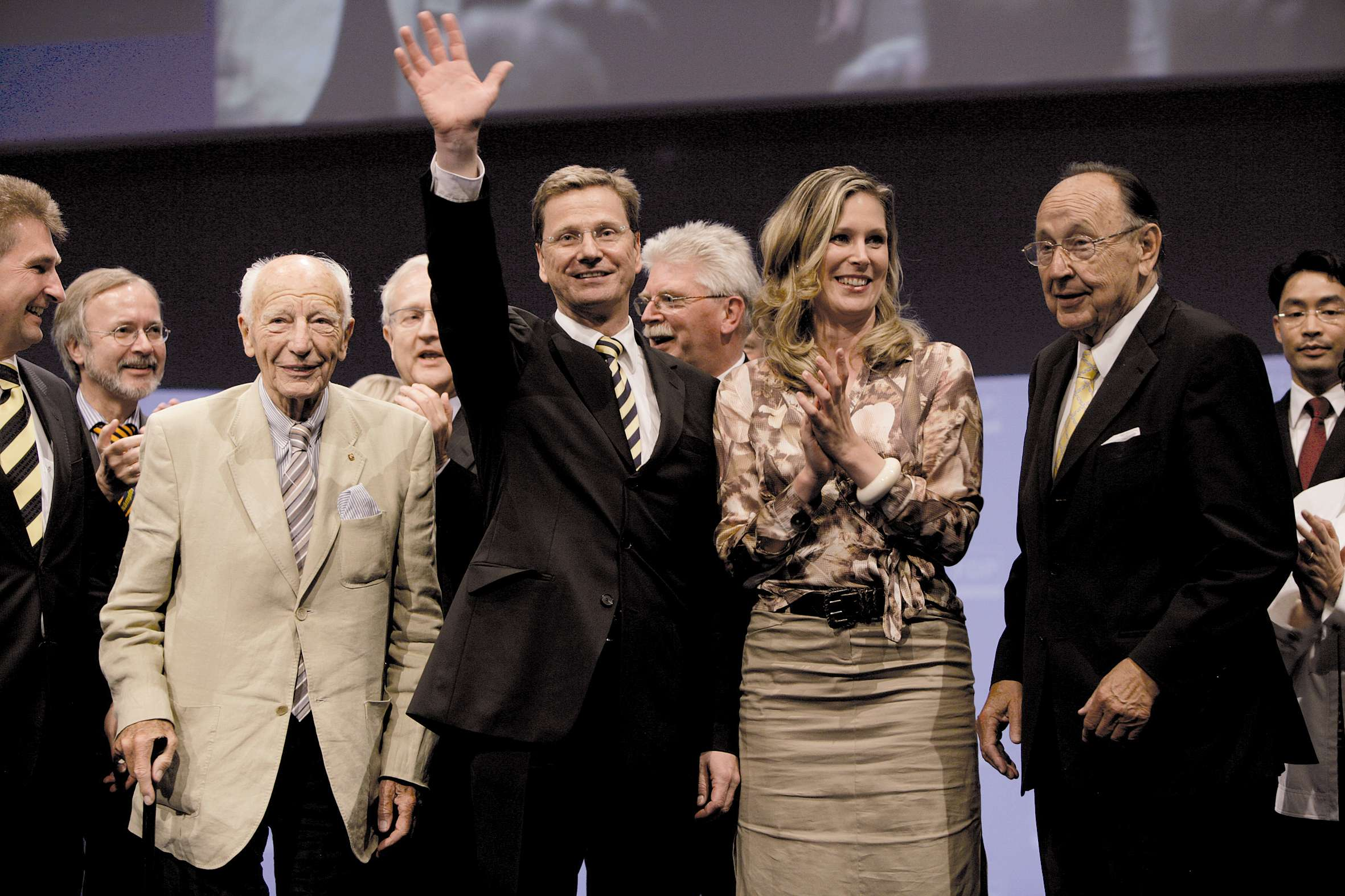
Bundesparteitag 2008 in München

Den Bundesparteitag der FDP 2008 hielt die FDP vom 31. Mai bis 1. Juni 2008 in München ab. Es handelte sich um den 59. ordentlichen Bundesparteitag der FDP in der Bundesrepublik Deutschland. Die Veranstaltung fand im Internationalen Congress Center München statt.

## Beschlüsse und Papiere
Im Zentrum der Beratungen standen das Nettokonzept der FDP, die Bürgerrechte und die Forschungsfreiheitsinitiative. Die Delegierten beschlossen zudem, den geplanten Gesundheitsfonds zu stoppen. Der Parteitag diskutierte über die neuen Steuerkonzepte der Partei. Im Mittelpunkt der Rede des Parteivorsitzenden Guido Westerwelle stand neben der Steuer- vor allem die Außenpolitik. Außerdem stand die Frage der Kandidaten für die anstehende Wahl des Bundespräsidenten im Frühjahr 2009 zur Debatte. Schließlich wurde über einen Leitantrag für den Ausbau der Forschungsfreiheit in Deutschland gesprochen.